# Plebania w Vernéřovicach
Plebania w Vernéřovicach – plebania  w miejscowości Vernéřovice, położonej w Czechach, w kraju hradeckim, w Sudetach Środkowych;
Nad wejściem do piętrowej plebanii kartusz z herbem klasztoru, datą 1835 i literami P.B. oznaczającymi Placidusa Beneša opata Broumovskiego (j. łac. Abbas Braunensis). Obecnie budynek mieści urząd pocztowy.
Plebania znajduje się obok cmentarza w Vernéřovicach otoczonego zabytkowym ogrodzeniem. Na cmentarzu stoją: kościół św. Michała Archanioła z lat 1719–1722 należący do broumovskiej grupy kościołów oraz kaplica Dobrej Woli.

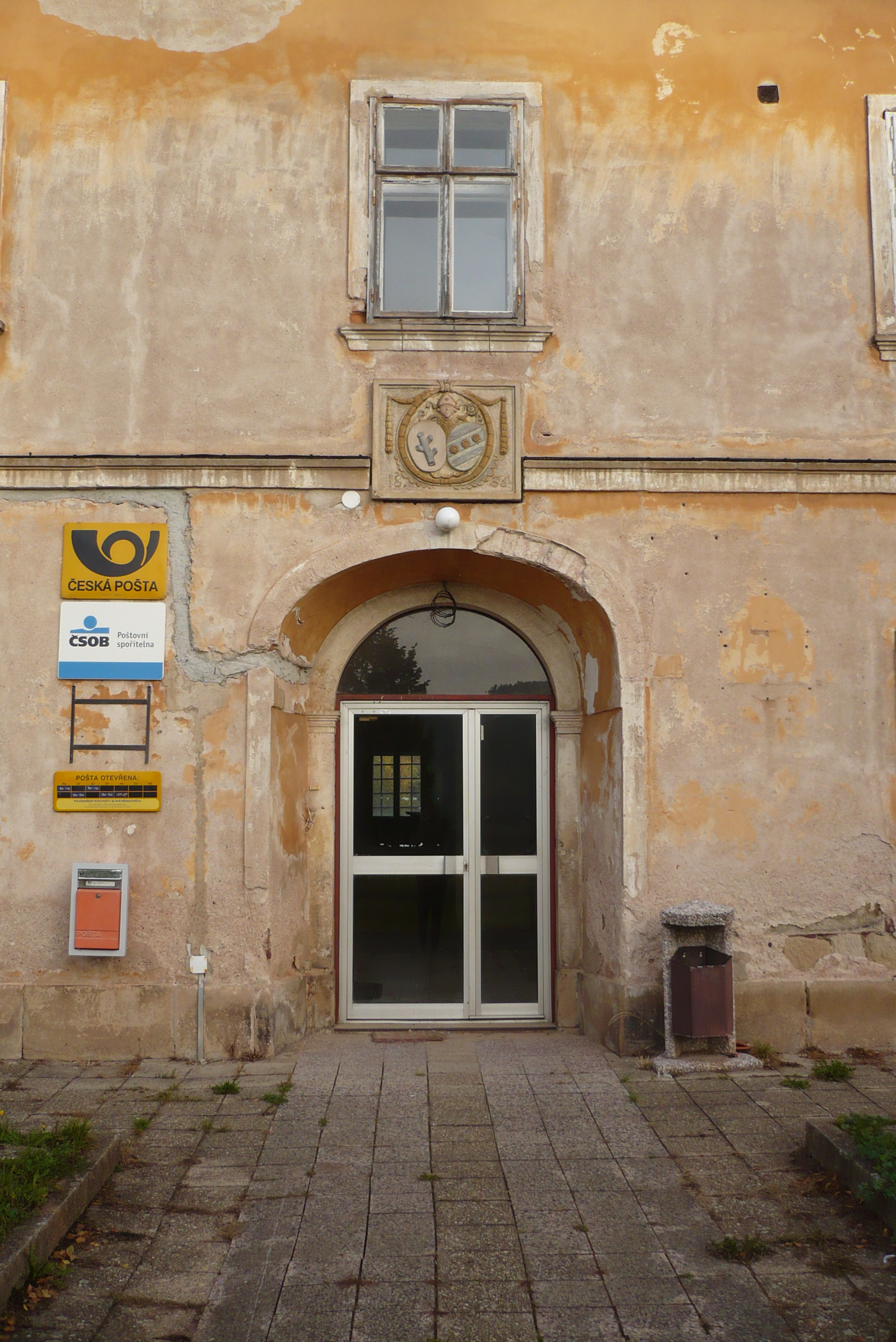
Wejście
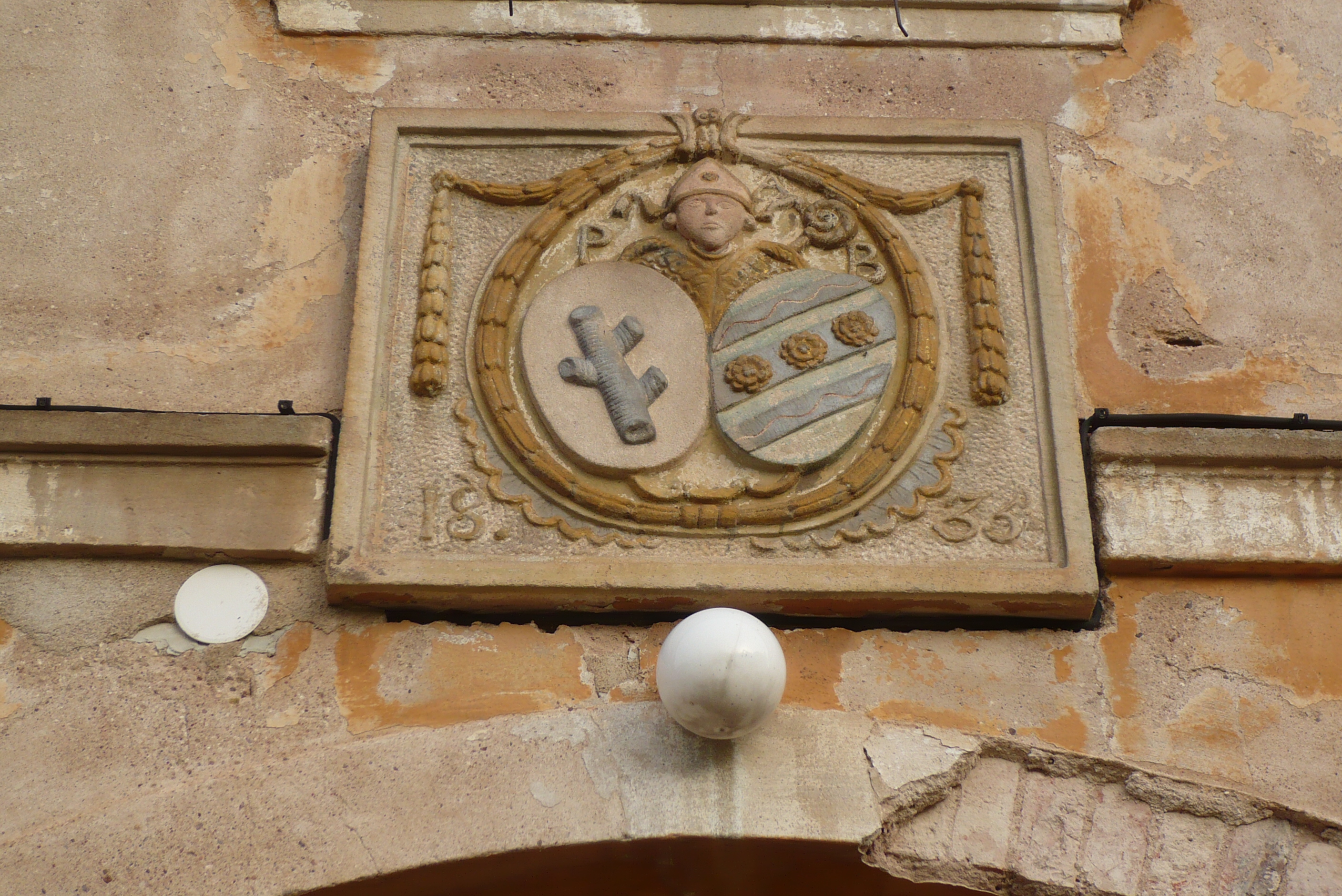
Kartusz z herbem, PB 1835
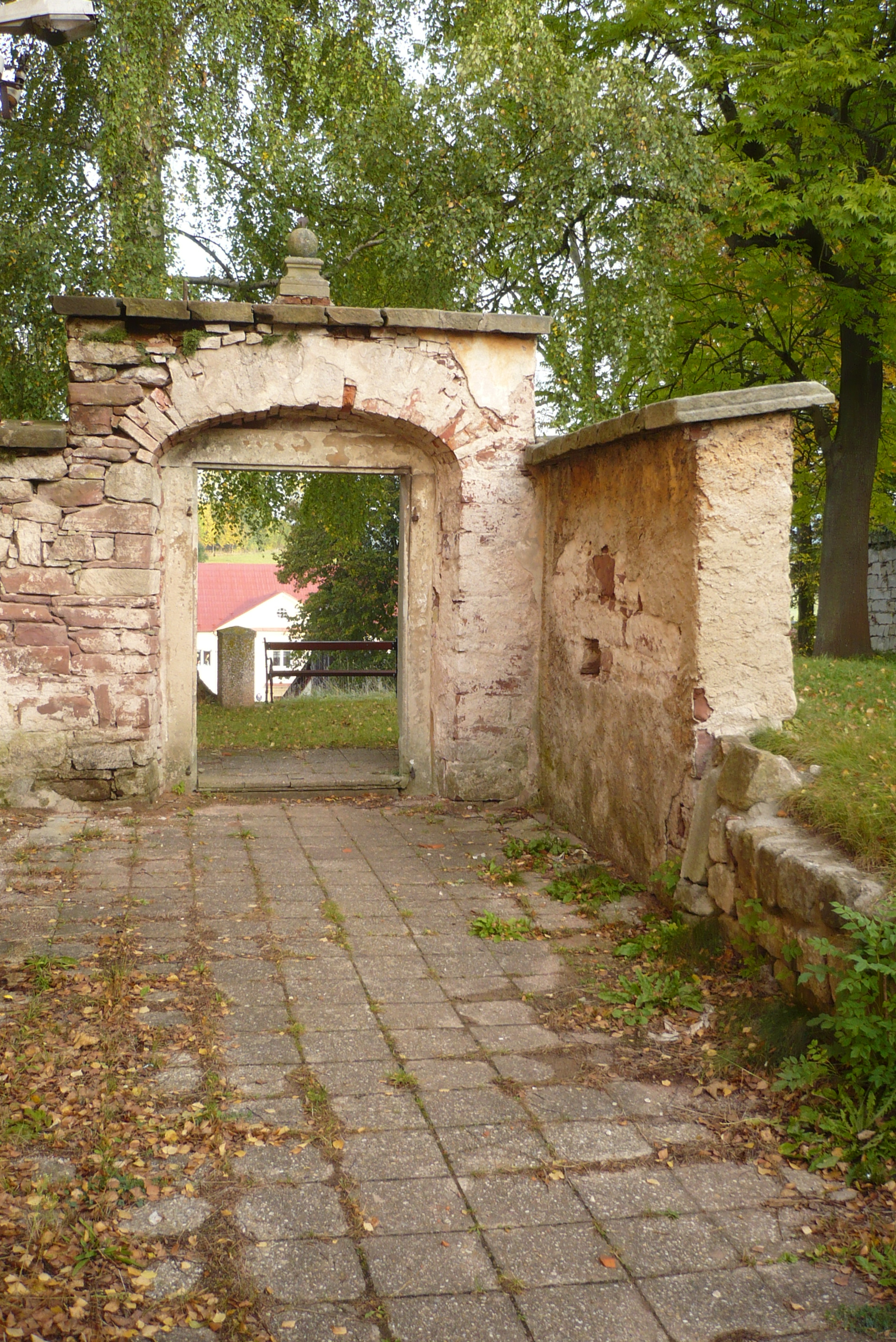
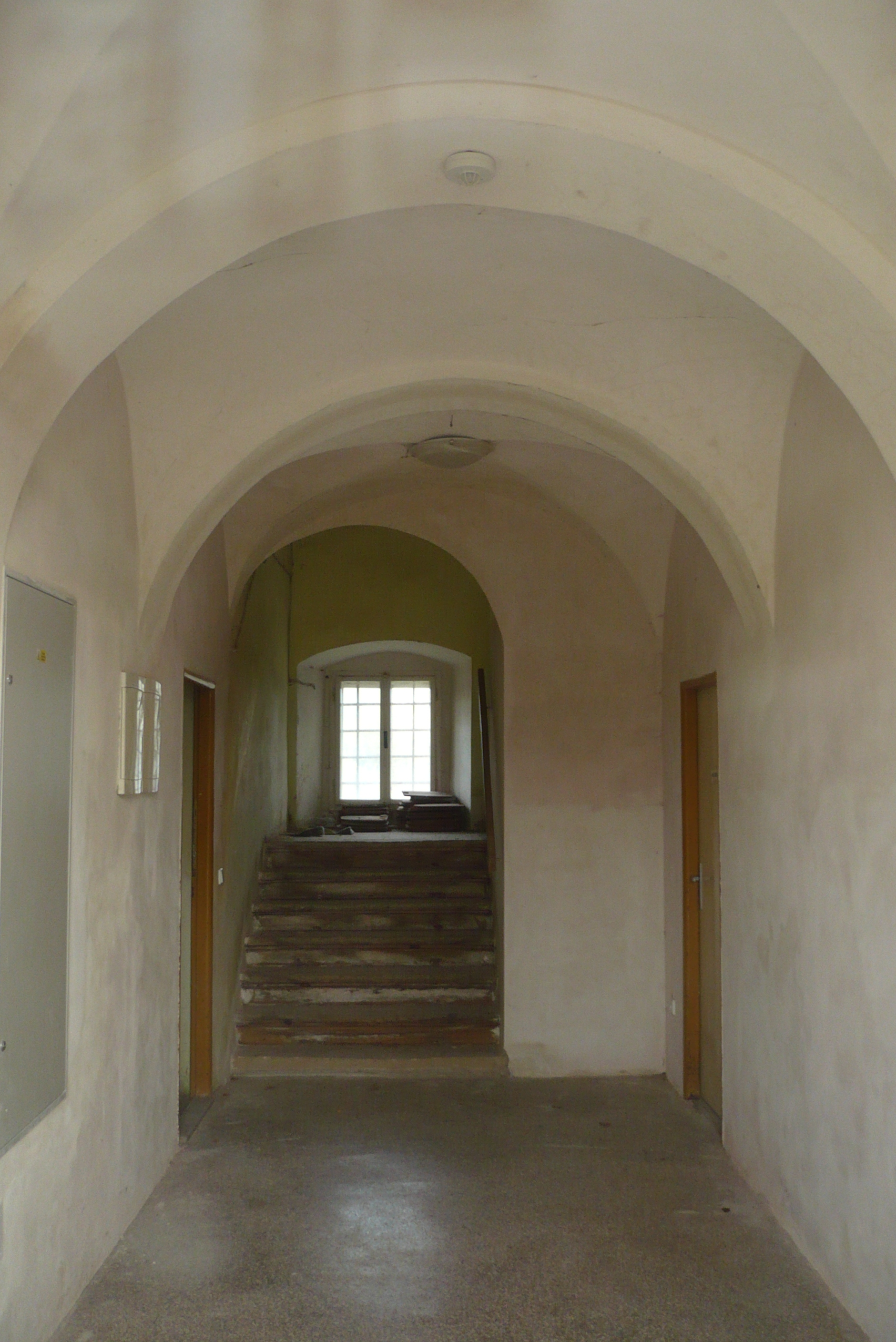
Sień